# 9-й стрілецький корпус (СРСР)
9-й стрілецький корпус, повна назва 9-й стрілецький Бранденбурзький Червонопрапорний ордена Суворова корпус (рос. 9-й стрелковый Бранденбургский Краснознамённый ордена Суворова корпус, 9-й ск) — оперативно-тактичне військове об'єднання, стрілецький корпус Червоної армії, який існував з перервами в період з серпня 1922 до 1956 року.

## Історія об'єднання

### 1-ше формування
9-й стрілецький корпус був сформований 26 серпня 1922 року на підставі наказу командувача Північно-Кавказького військового округу № 1593/339. Дислокацією штабу корпусу було визначено у Грозному. Вже в січні 1923 року управління об'єднання передислокували у Владикавказ, у серпні 1925 року — до Новочеркаська. До складу корпусу увійшли 13-та стрілецька дивізія для роззброєння населення Дагестану в серпні 1925 року і 9-та стрілецька дивізія для придушення карачаївських повстанців у квітні-травні 1930 року. У травні 1932 року управління корпусу перевели в Краснодар.
У другій половині травня 1941 року управління корпусу з корпусними частинами та 106-ю стрілецькою дивізією було передислоковано до Криму (Одеський військовий округ), де до складу корпусу були включені 156-та стрілецька та 32-га кавалерійська дивізії, а сам корпус отримав найменування 9-й Особливий стрілецький корпус. Штаб корпусу розташувався у Сімферополі. На корпус покладалися завдання щодо охорони Чорноморського узбережжя Кримського півострова від можливих морських і повітряних десантів противника.
22 червня 1941 року 9-й Особливий стрілецький корпус увійшов до складу 9-ї окремої армії, утвореної на базі управління та частин Одеського військового округу. Директивою Ставки Головного Командування від 24 червня 1941 № 20466 його підпорядкували безпосередньо командувачу Південного фронту. Вже після початку операції «Барбаросса», Південний фронт у складі 9-ї і 18-ї армій, 9-го Особливого, 55-го і 7-го стрілецьких корпусів та частин фронтового підпорядкування був остаточно розгорнутий у визначеній фронтовій зоні відповідальності.
На початку липня 1941 року 32-га кавалерійська дивізія вийшла зі складу корпусу.
14 серпня 1941 року на базі 9-го Особливого стрілецького корпусу сформовано 51-у Окрему армію на правах фронту з оперативним підпорядкуванням їй Чорноморського флоту. Командиром 9-го стрілецького корпусу став генерал-майор Дашичев І. Ф. До складу корпусу увійшли 106-та, 156-та і 271-ша стрілецькі дивізії.

### Подальші формування
У серпні 1941 року корпус був створений заново. У вересні-жовтні вів бойові дії на Перекопі у складі Оперативної групи військ 51-ї окремої армії. В травні 1942 року 9-й стрілецький корпус розформований.
У 1942 році 9-й стрілецький корпус був створений втретє, в лютому 1943 року переданий 9-ій армії. У 1944 році корпус передали до 28-ї армії у складі 3-го Українського фронту, де він залишався до квітня 1945 року, коли його підпорядкували 5-ій ударній армії. У складі цієї армії корпус брав участь як у битві під Познанню, так і в битві за Берлін, де пізніше увійшов до складу Групи радянських окупаційних військ у Німеччині, де, можливо, було розпущено пізніше того ж року. У 1956 року корпус був розформований.

## Командування

### 1-ше формування
- Бєлов І. П. (серпень 1922 — 21 липня 1923)
- Великанов М. Д. (21 липня — грудень 1923)
- Василенко М. І. (грудень 1923 — лютий 1924)
- Бєлов І. П. (12 лютого — 5 червня 1924)
- Смолін І. І. (30 грудня 1924 — березень 1926)
- Ковтюх Є. І. (травень 1926 — червень 1929)
- Бахтін О. М. (20 червня 1929 — 14 травня 1931)
- Вострецов С. С. (1931 — 3 травня 1932)†[Прим. 2]
- Ковальов М. П. (23 травня 1932 — 9 червня 1936)
- комдив Кутеталадзе Г. М. (червень 1936 — 19 квітня 1937)#[Прим. 3]
- комдив Качалов В. Я. (13 червня 1937 — 30 грудня 1937)
- генерал-лейтенант Батов П. І. (19 червня — 14 серпня 1941)

### 2-ге формування
- генерал-майор Дашичев І. Ф. (11 вересня 1941 — 7 травня 1942)

### Наступні формування
- генерал-майор Зубков М. К. (? — 17 червня 1943)
- полковник Зуєв Г. Т. (17 червня — 5 липня 1943), ТВО
- генерал-лейтенант Рослий І. П. (6 липня 1943 — квітень 1947)
- генерал-лейтенант Гордєєв Д. В. (квітень 1947)
- генерал-майор Романцов І. Д. (вересень 1949 — 9 листопада 1951)
- генерал-майор Інаурі О. М. (грудень 1951 — лютий 1953)
- генерал-майор Романенко П. Л. (лютий 1954 — червень 1956)

## Склад
| 22 червня 1941 | 1 серпня 1941 | 1 вересня 1941 | 1 січня 1942 | 1 вересня 1943 | 1 грудня 1943 | 1 січня 1944 | 1 березня 1944 | 1 вересня 1944 | 1 травня 1945 | 1950-ті  | 1946     |
| -------------- | ------------- | -------------- | ------------ | -------------- | ------------- | ------------ | -------------- | -------------- | ------------- | -------- | -------- |
| —              | —             | —              | —            | —              | —             | —            | —              | —              | —             | 17-та мд | —        |
| —              | —             | —              | —            | —              | —             | —            | —              | —              | —             | —        | 18-та мд |
| —              | —             | —              | —            | —              | —             | —            | —              | —              | —             | 20-та сд | —        |
| —              | —             | —              | —            | —              | 61-ша сд      | —            | —              | —              | —             | —        | —        |
| —              | —             | —              | 63-тя гсд    | —              | —             | —            | —              | —              | —             | —        | —        |
| —              | —             | —              | —            | —              | —             | —            | —              | —              | —             | 90-та сд | —        |
| —              | —             | —              | —            | —              | —             | —            | —              | —              | —             | —        | 94-та сд |
| 106-та сд      | 106-та сд     | 106-та сд      | —            | —              | —             | —            | —              | —              | —             | —        | —        |
| —              | —             | —              | —            | —              | —             | —            | 118-та сд      | —              | —             | —        | —        |
| —              | —             | —              | —            | —              | —             | —            | 130-та сд      | —              | —             | —        | —        |
| 156-та сд      | 156-та сд     | 156-та сд      | —            | —              | —             | —            | —              | —              | —             | —        | —        |
| —              | —             | —              | 157-ма сд    | —              | —             | —            | —              | —              | —             | —        | —        |
| —              | —             | —              | —            | 230-та сд      | 230-та сд     | 230-та сд    | 230-та сд      | 230-та сд      | 230-та сд     | —        | —        |
| —              | —             | —              | 236-та сд    | —              | —             | —            | —              | —              | —             | —        | —        |
| —              | —             | —              | —            | —              | —             | —            | —              | 248-ма сд      | 248-ма сд     | —        | —        |
| —              | —             | —              | —            | 301-ша сд      | 301-ша сд     | 301-ша сд    | 301-ша сд      | 301-ша сд      | 301-ша сд     | —        | —        |
| —              | —             | —              | —            | 320-та сд      | 320-та сд     | —            | —              | —              | —             | —        | —        |
| —              | —             | —              | 404-та сд    | —              | —             | —            | —              | —              | —             | —        | —        |
| 32-га кд       | 48-ма кд      | —              | —            | —              | —             | —            | —              | —              | —             | —        | —        |